# 五條貓塚古墳

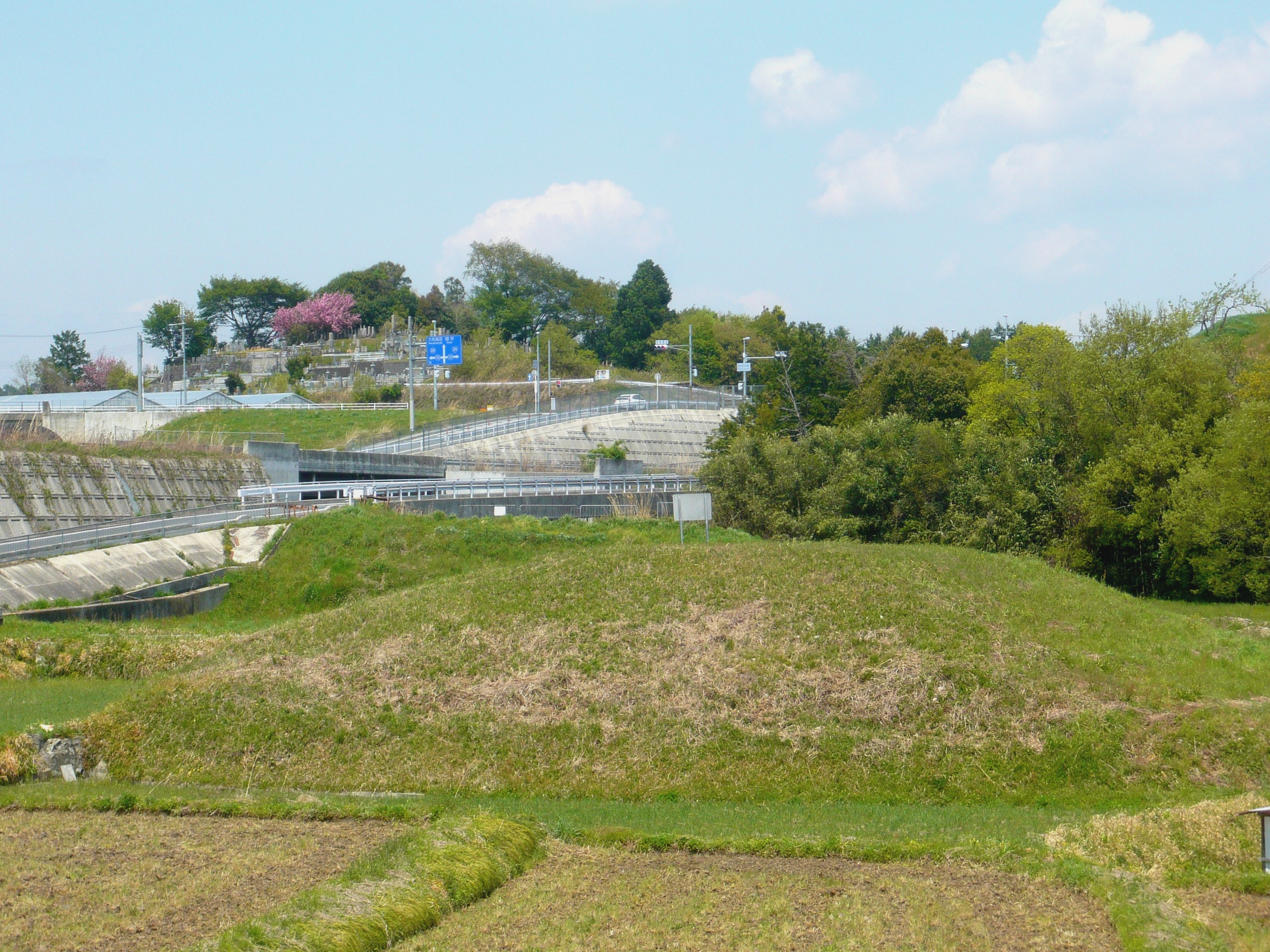
五條貓塚古墳

五條貓塚古墳（日语：／ Gojōnekodukakofun）是位於日本奈良縣五條市西河內的一座方墳，因出土了蒙古鉢形眉付盔甲而聞名，為奈良縣指定史跡。

## 概要
古墳位處於五條市近內集落以南500米的一處狹窄的山谷之間，附近亦建有大量方墳。墳丘的邊長是27米，高5米。1955年，開發墳丘期間，發掘出大量文物，那時剛好在附近視察的考古學家後藤守一在奈良縣立橿原考古學研究所所員網干善教的帶路下，看見那些出土文物時大吃一驚，隨即寫信通知奈良縣立橿原考古學研究所所長末永雅雄。末永得知消息後，儘管墳丘已經因為開發而損毀了一半，但是仍然認為有必要進行調查，便讓網干負責進行考古調查。

### 考古成果和出土文物
考古調查發現墳丘表面以前滿佈埴輪，斜面則鋪上了拳頭大的葺石，墳丘中央部分是是全長5.17米豎穴式石室。石室內中心是埴製的枕頭，被葬者頭部則朝西北方的形式葬於此地，被葬者則被盔甲、帶金具、刀劍和矛等各種武器所包圍。出土的三件頸盔中，蒙古鉢形眉付頭盔為金銅製，由於與蒙古一帶的頭盔相似，可能與其有關而得名，另外兩件則是鐵製，在前後左右貼上金銅，稱為「四方白」。這類型的頸盔在日本的出土數量極少，加上另一件出土文物金銅製透彫銙帶金具（現代來說則是皮帶上的裝飾物），其文樣為龍紋和三葉紋，日本來說類同的例子不多，可以推斷這些出土文物與歐亞大陸有很大的關係。另外，其他陪葬品則是鍛造的工具，例如鉗子、金鎚、鑿、金床和磨刀石等，同樣是日本來說極其少數的出土文物，可見其與渡來人有關。其中，蒙古鉢形眉庇付頸盔現藏於奈良國立博物館，博物館近年組織了研究班，以出土文物為中心出版了報告書。儘管古墳的規模並不算很大，但是出土文物顯示出日本與歐亞大陸之間的交流，加上古墳位處於大和國與紀之川的交界，可能以前是通過紀伊國與歐亞大陸進行交流。

## 外部連結
- 蒙古鉢形眉庇付冑　五条猫塚古墳出土[]